# 腦下垂體
腦下垂體是人體的一個內分泌腺，位於腦底部的中央位置，在蝶骨中的蝶鞍內，它的上方有視神經經過，兩側被海綿靜脈竇所包圍，它的底部為蝶竇及鼻咽。整個腦下垂體大小約1.3x0.9x0.6公分，重量約0.6克，可分為腦下垂體前葉（垂體前葉）、腦下垂體後葉（垂體後葉），其中前葉約80%，後葉約20%。
腦下垂體的英語和漢語都有許多異名：大脑垂体（hypophysis cerebri）、脑垂体（pituitarium）、垂体（hypophysis）、垂腺（pituitary）、腦垂腺（pituitary gland）、腦下腺。

## 構造

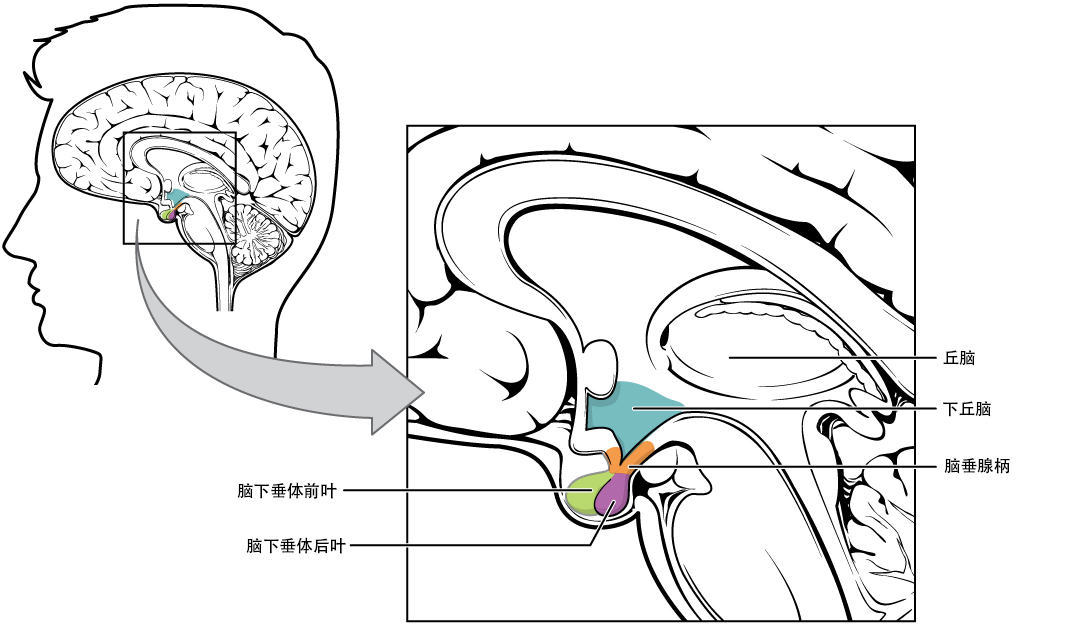
下丘脑-垂体复合体的侧视图

### 腦下垂體前葉
腦下垂體前葉（anterior pituitary）簡稱垂體前葉，又稱腺垂体（adenohypophysis）：受下視丘分泌的釋放激素、抑制激素作用，共分泌多種激素。

#### 生長激素
- 英文：Growth Hormone（GH）
- 作用部位：骨骼、肌肉
- 化學構造：蛋白質
- 功能：影響醣類、脂質、蛋白質的代謝，促進人體成長。
- 分泌異常造成的疾病：
  1. 巨人症（gigantism）：如果在人體發育期分泌過多時，則稱為巨人症。
  2. 生長激素缺乏症（growth hormone deficiency）：如果在人體幼年期分泌不足時，則稱為生長激素缺乏症。
  3. 肢端肥大症（acromegaly）：如果在成年期分泌過多時，常會使末端（例如：顏面骨、下顎、指尖、鼻端、耳垂等）肥大（增生），稱為末端肥大症[9]|。

#### 黃體成長素
- 英文：Luteinizing Hormone（LH）
- 作用部位：睪丸及卵巢
- 化學構造：醣蛋白
- 功能：刺激女性的黃體與排卵或刺激男性的間質細胞。

#### 促卵泡激素
- 英文：Follicle Stimulating Hormone（FSH）
- 作用部位：睪丸及卵巢
- 化學構造：醣蛋白
- 功能：刺激卵巢濾泡與精子的形成。

附註：LH、FSH在雄性與雌性動物皆有生產，但作用不同。

#### 促甲狀腺激素
- 英文：Thyroid Stimulating Hormone（TSH）
- 作用部位：甲狀腺
- 化學構造：醣蛋白
- 功能：促進甲狀腺分泌甲狀腺激素。

#### 促腎上腺皮質素
- 英文：Adrenocorticotropic Hormone（ACTH）
- 作用部位：腎上腺皮質
- 化學構造：多肽
- 功能：促進腎上腺皮質分泌激素醛固酮。

#### 催乳素
- 英文：Prolactin(PRL)
- 作用部位：乳腺
- 化學構造：蛋白質
- 功能：刺激乳腺細胞生長及產生乳汁。

#### 黑色素細胞刺激素
- 英文：melanocyte-stimulating hormone(MSH)
- 作用部位：皮膚
- 化學構造：多肽
- 功能：刺激黑色素細胞产生黑色素。

### 腦下垂體後葉
腦下垂體後葉（posterior pituitary）簡稱垂體後葉，又称神经垂体（neurohypophysis）：負責儲存或釋放下視丘分泌的兩種激素。

#### 催產素
- 英文：Oxytocin(OXT)
- 作用部位：子宮、乳腺
- 化學構造：肽類
- 功能：刺激子宮平滑肌、乳腺外圍肌細胞收縮。

#### 抗利尿激素
- 英文：Antidiuretic Hormone（ADH）
- 作用部位：1.小動脈2.大動脈、腎小管
- 化學構造：肽類
- 功能：
  1. 作用於動脈管璧，能調節血壓，故也稱血管加壓素。
  2. 作用於遠曲小管與集尿管，以增加對水分的再吸收，減少尿液中的水分，分泌不足會造成尿多且稀。
- 相關疾病：

若毫無分泌，則會造成尿量特多，稱為尿崩症。
抗利尿激素分泌不當症候群 (SIADH)，是腦下垂體後葉在血漿滲透壓下降或尿液滲透增加的情況下，仍然繼續分泌抗利尿激素。

## 备注
1. ↑  术语「腦下垂體」的语源应是直接取自日语「脳下垂体」，中国大陆几乎不用此名称，台湾中学教科书也不用此称呼（而使用“脑垂腺”），见ウィキペディア（日语维基百科）、コトバンク（日语线上百科）。

## 外部連結
- 腦下垂體(Pituitary Gland) （页面存档备份，存于）